# Strandseelandschaft bei Schmoel

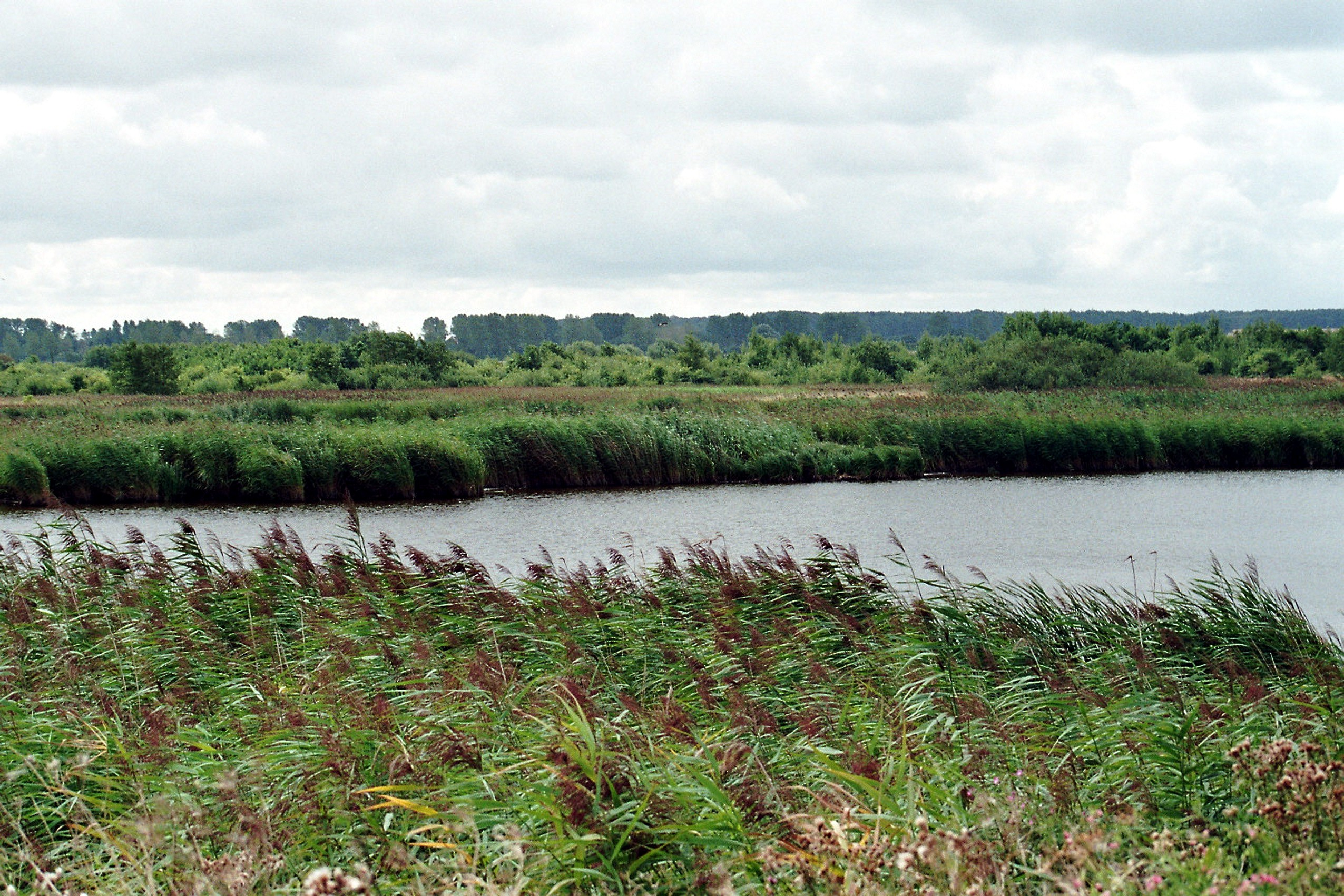
Blick in den Nordwestteil des Naturschutzgebiets

Die Strandseelandschaft bei Schmoel ist ein Naturschutzgebiet in den schleswig-holsteinischen Gemeinden Schwartbuck und Stakendorf im Kreis Plön. Der Name leitet sich vom in der Nähe liegenden Gut Schmoel ab.
Das Naturschutzgebiet ist Bestandteil des FFH-Gebietes „Küstenlandschaft Bottsand – Marzkamp u. vorgelagerte Flachgründe“ sowie des EU-Vogelschutzgebietes „Östliche Kieler Bucht“. Es grenzt an das Landschaftsschutzgebiet „Ostseeküste zwischen Stakendorfer Strand u. Hohenfelde u. Umgebung“. Zuständige untere Naturschutzbehörde ist der Kreis Plön.
Das Naturschutzgebiet liegt nordöstlich von Kiel. Es stellt einen niedrig gelegenen Bereich an der Kieler Förde unter Schutz. Der Landschutzdeich wurde hier als Ausgleich für Deichverstärkungen an der Küste der Probstei abgetragen. Der Bereich gelangte so wieder unter den Einfluss der Ostsee. Im Naturschutzgebiet befinden sich mehrere flachgründige Strandseen, feuchte Senken und Seggenrieder sowie Brackwasserröhrichte und Trockenrasenbereiche. Zur Ostsee sind Strandwall und Strand sowie ein 50 Meter breiter Flachwasserbereich der Ostsee in das Naturschutzgebiet einbezogen. Weite Bereiche zwischen den Strandseen, die vor der Unterschutzstellung teilweise als Acker genutzt wurden, sind wieder von Baum- und Buschbeständen eingenommen. Teile des Schutzgebietes werden mit Angus-Rindern extensiv beweidet.
Das Naturschutzgebiet ist Lebensraum zahlreicher Tier- und Pflanzenarten. So kommen hier zahlreiche Wat- und Wasservögel vor, darunter Entenvögel wie Reiher-, Löffel-, Knäk-, Krick-, Spieß-, Schnatter- und Brandente, Rothals- und Zwergtaucher und Graugans. Weiterhin sind u. a. Zwerg-, Fluss- und Küstenseeschwalbe, Sandregenpfeifer, Kiebitz, Rotschenkel, Flussuferläufer und Wiesenpieper heimisch. Schilfbestände sind u. a. Lebensraum von Rohrschwirl, Teich- und Schilfrohrsänger und Rohrammer. Buschbestände bieten u. a. Dorn- und Klappergrasmücke, Feldschwirl, Bluthänfling, Karmingimpel, Fitis, Zilpzalp und Neuntöter einen geeigneten Lebensraum. Auch von Zugvögeln wird das Gebiet genutzt. Vor der Küste überwintern Eider-, Trauer- und Eisente. Bereits kurz nach der Schleifung des Landschutzdeiches stellte sich in dem Bereich wieder eine küstentypische Vegetation ein, darunter Meerkohl, Meersenf, Stranddistel, Strandwegerich, Salzmiere und Mauerpfeffer.
Das Naturschutzgebiet, das von landwirtschaftlich genutzten Flächen umgeben ist, wird vom Landesverband Schleswig-Holstein des Naturschutzbundes Deutschland betreut. Am Rand der Schutzgebietes verläuft ein Wanderweg, von dem aus das Naturschutzgebiet einsehbar ist. Der Scheidebach durchfließt das Naturschutzgebiet im Nordwesten.